# Muhamed Subašić
Pour les articles homonymes, voir Subašić.
Muhamed Subašić est un footballeur international bosnien, né le 19 mars 1988 à Ključ. Il évolue au poste d'arrière gauche.

## Palmarès
Vierge

## Statistiques
| Saison    | Club                | Pays              | Championnat        | Coupes nationales | Coupes d'Europe | Bosnie-Herzégovine |
| --------- | ------------------- | ----------------- | ------------------ | ----------------- | --------------- | ------------------ |
| 2008-2009 | FK Laktaši          | Premijer Liga BiH | 15 matchs / 1 but  | ?                 | -               | -                  |
| 2009-2010 | FK Olimpik Sarajevo | Premijer Liga BiH | 27 matchs          | ?                 | -               | -                  |
| 2010-2011 | FK Olimpik Sarajevo | Premijer Liga BiH | 21 matchs / 1 but  | ?                 | -               | 3 matchs / 1 but   |
| 2011-2012 | FK Olimpik Sarajevo | Premijer Liga BiH | 2 matchs           | -                 | -               | -                  |
| 2011-2012 | SG Dynamo Dresde    | 2.Bundesliga      | 17 matchs / 3 buts | -                 | -               | -                  |
| 2012-2013 | SG Dynamo Dresde    | 2.Bundesliga      | 6 matchs           | 1 match           | -               | -                  |

Dernière mise à jour le 4 janvier 2013